# Längental (Kocheler Berge)
Das Längental entsteht an den Nordabfällen der Benediktenwand unterhalb der Probstenwand. Im gesamten Tal verläuft der Arzbach, zunächst auf dem Almgebiet verschiedener Almwirtschaften, z. B. der Längentalalm und der Gabrielalm. Im weiteren Verlauf verändert sich der Talgrund zu einer Klamm, bis er auf den Lettenbach trifft.

## Stützpunkte
Im Talverlauf befindet sich das bewirtschaftete Unterkunftshaus der Kirchsteinhütte. Die Längentalalm ist zeitweise bewirtschaftet.

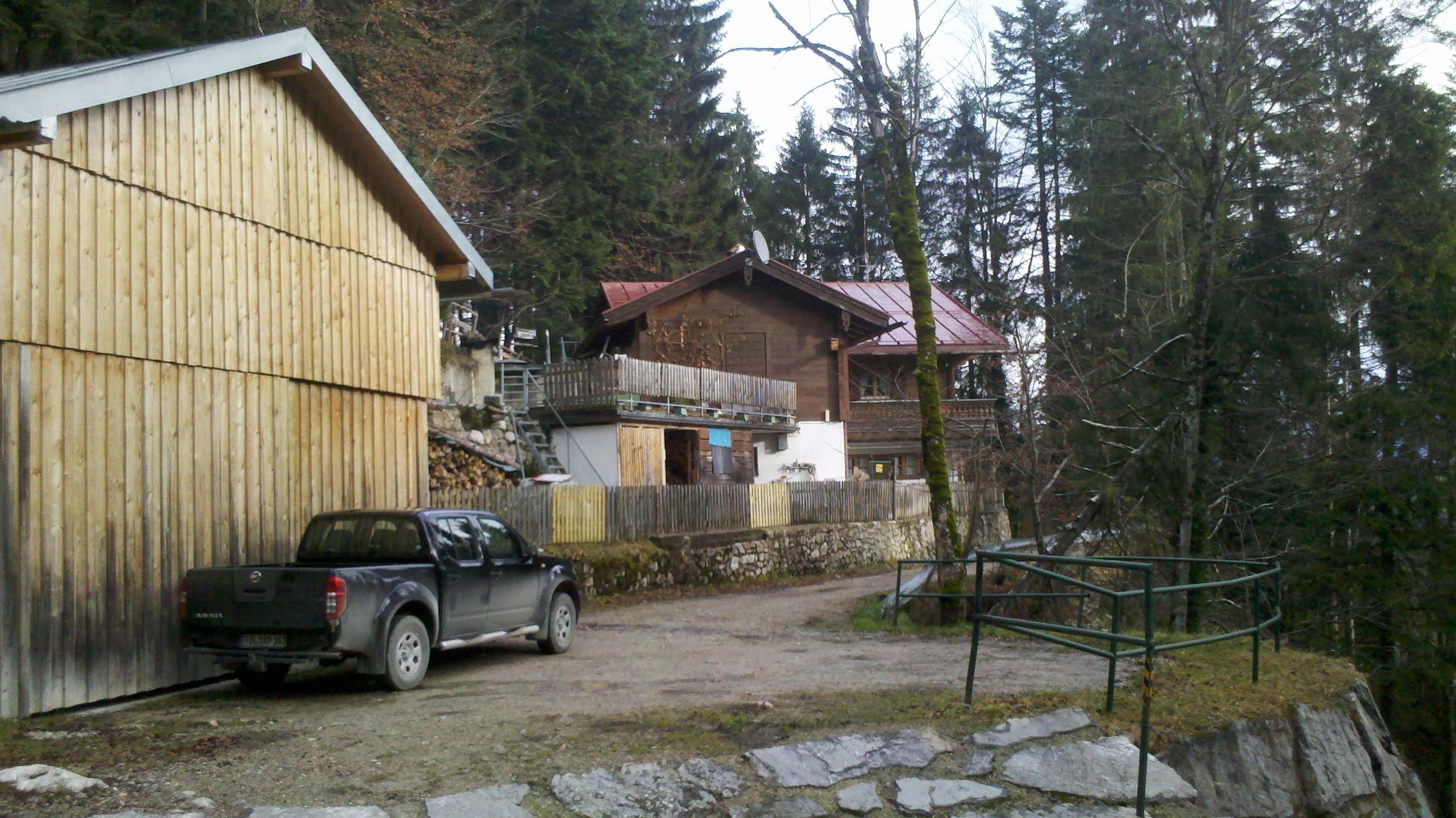
Kirchsteinhütte
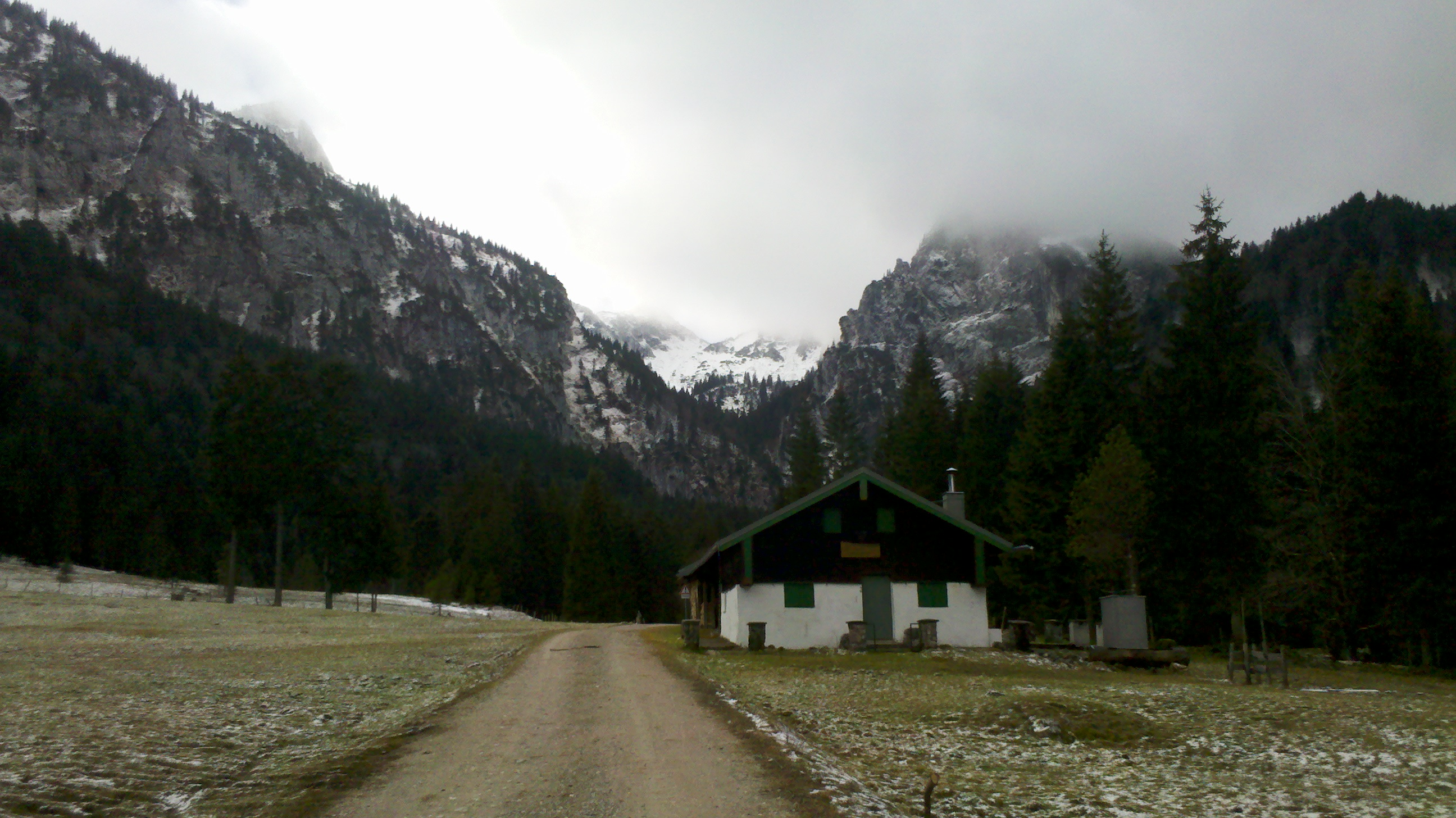
Längentalalm
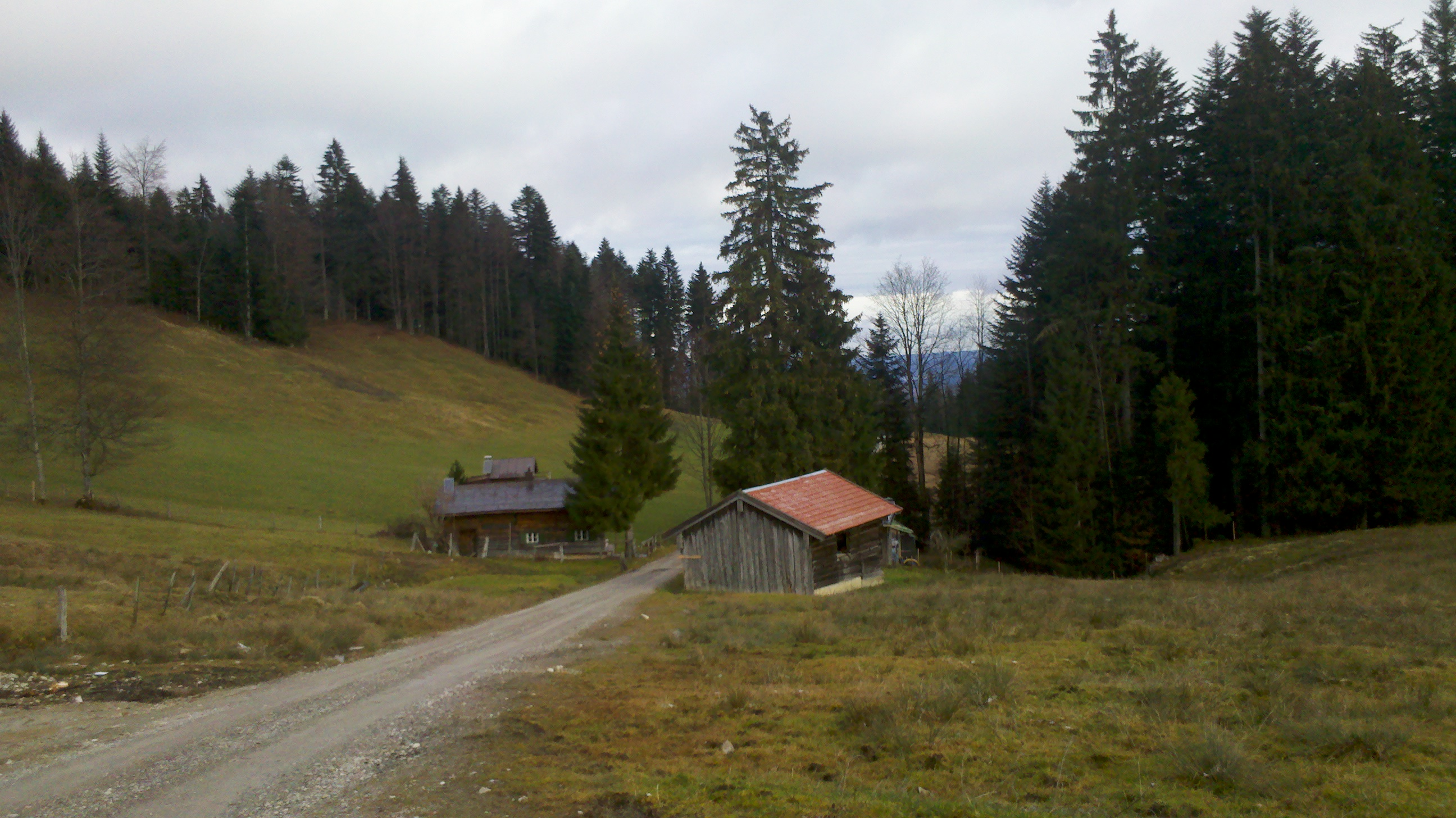
Gabrielalm